# Pheia simillima
Pheia simillima är en fjärilsart som beskrevs av William James Kaye 1919. Pheia simillima ingår i släktet Pheia och familjen björnspinnare. Inga underarter finns listade i Catalogue of Life.